# Kostel svatého Václava (Čachovice)
Římskokatolický kostel svatého Václava stával v zaniklé vesnici Čachovice v okrese Chomutov. Až do svého zboření býval farním kostelem ve farnosti Čachovice. Stával na hřbitově v horní části protáhlé návsi.

## Historie

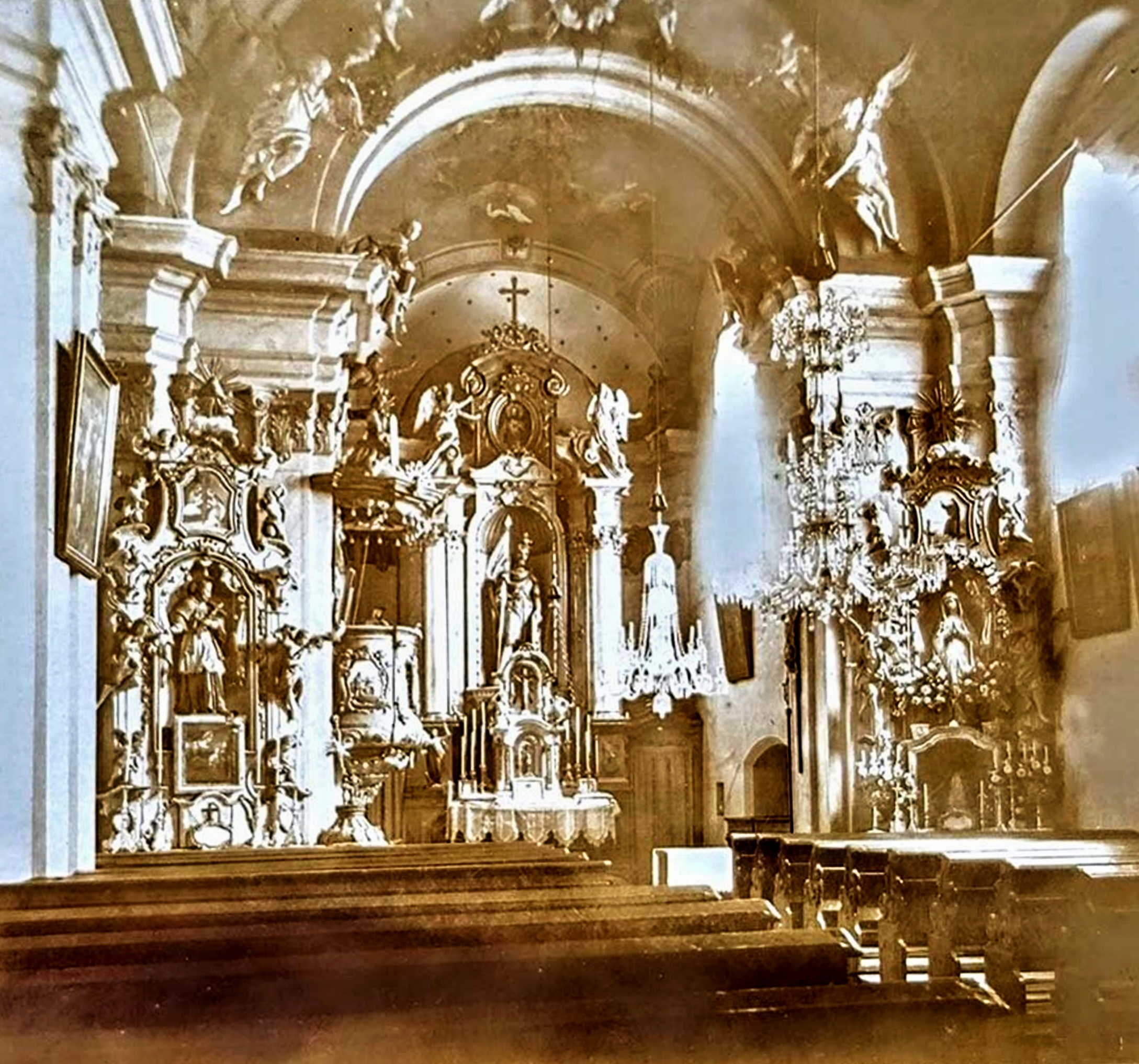
Interiér kostela

Kostel v Čachovicích stával již ve čtrnáctém století, protože kostel je zde uváděn již roku 1352 a v roce 1384 byl zmíněn zdejší farář. Barokní stavba vznikla nejspíše na místě staršího kostela v letech 1716–1720. Roku 1863 byla při požáru poškozena věž a její oprava proběhla v letech 1869–1870. Při rekonstrukci byla roku 1883 otevřena krypta, ve které byli pohřbeni Anna Helena ze Štampachu, rozená z Kmentu, a její manžel Volf ze Štampachu, kterému v letech 1528–1553 patřil statek Libouš.
V šedesátých letech dvacátého století bylo rozhodnuto o likvidaci vesnice, která stála na rozhraní Lomu Nástup a vodní nádrže Nechranice. Nejprve se počítalo se zachováním kostela, ale v roce 1963 bylo rozhodnuto o jeho demolici. Od následujícího roku byl kostel volně přístupný, a jeho vybavení rozkradeno a zničeno. Odstřelen byl v červenci roku 1970. Již o čtyři roky dříve zanikly varhany a zachránit se nepodařilo ani cenné secco fresky, které měly být přeneseny do oseckého kláštera.

## Stavební podoba

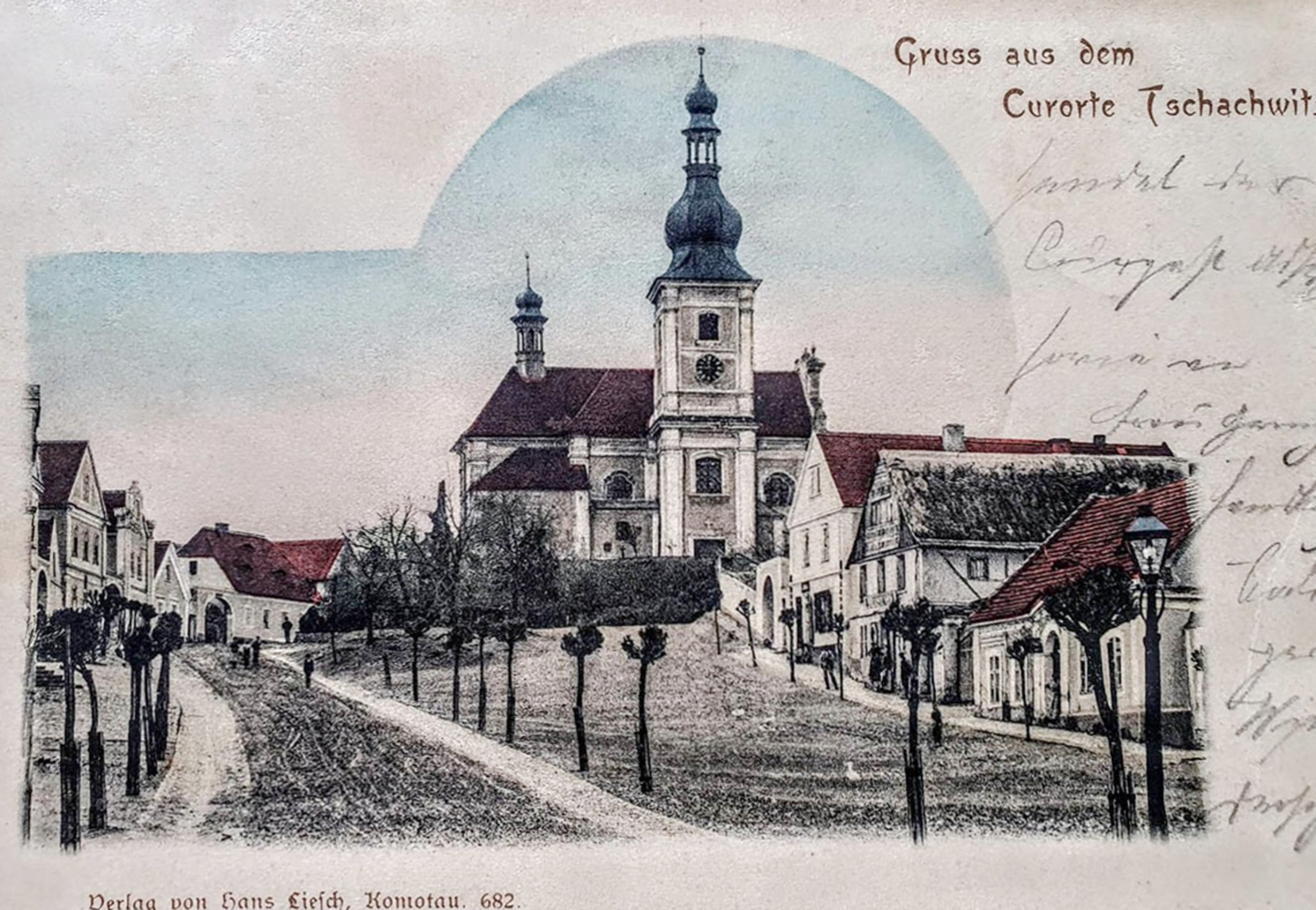
Centrum obce na pohlednici z roku 1902

Jednolodní kostel měl obdélný půdorys a pravoúhlý presbytář. U severní strany stávala vedle sakristie hranolová věž (znovu postavená v roce 1869) s přízemní předsíní a hlavním vchodem do kostela. Fasády byly členěné pilastry a kasulovými okny. Interiér byl zaklenutý plackovými klenbami, které dosedaly na nakupené pilastry. Zděnou kruchtu zdobily fresky se třemi scénami z legendy o svatém Václavovi, které namaloval František Antonín Müller roku 1751.

## Zařízení
Zařízení bylo většinou rokokové, ale část byla upravena v devatenáctém století. Hlavní oltář byl novobarokní a kromě něj byly v kostele dva panelové boční oltáře a kazatelna z roku 1783. Na vítězném oblouku a za varhanami stály sochy evangelistů. Vybavení doplňovalo několik obrazů.